# Taharahaus (Weitersroda)

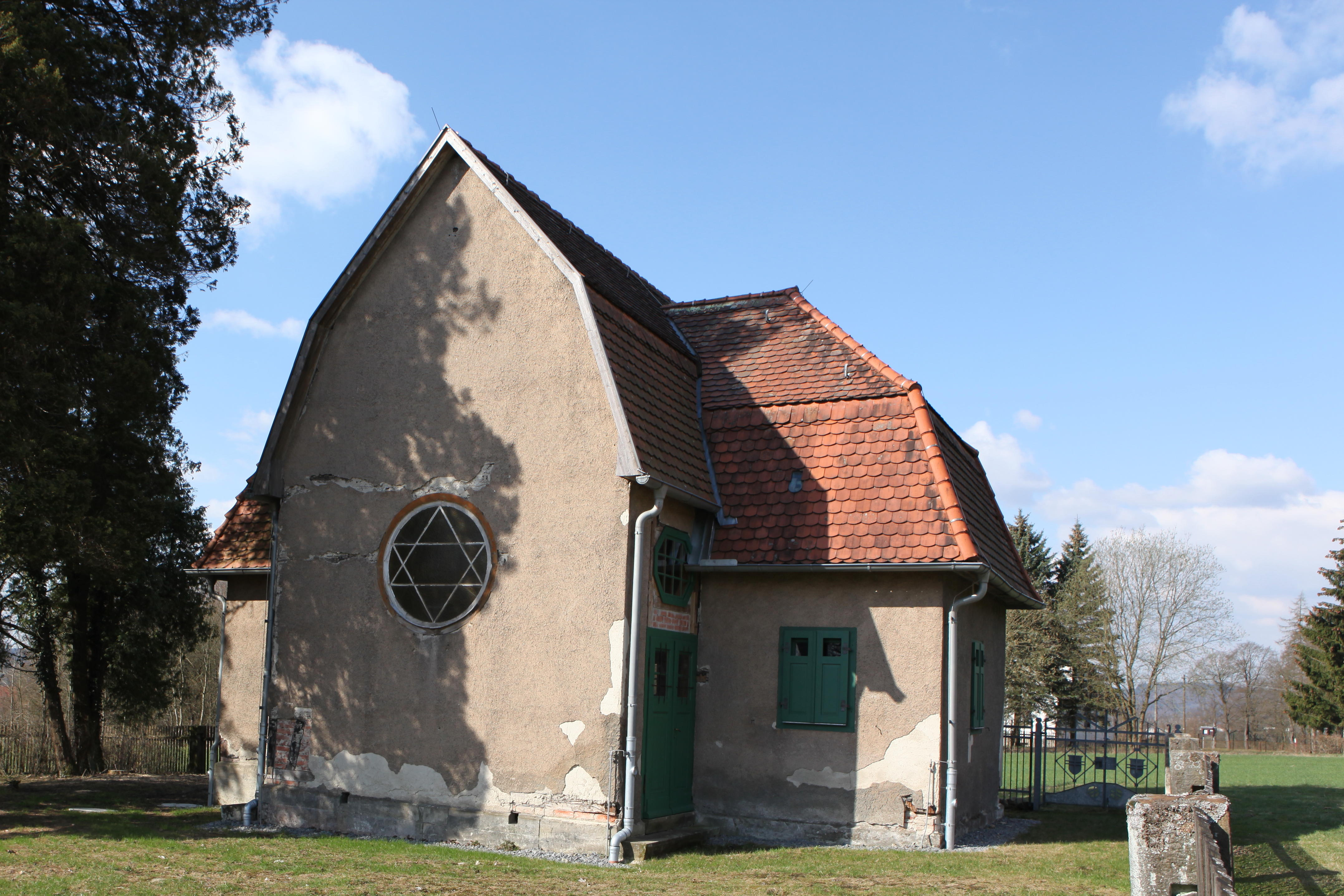
Taharahaus in Weitersroda

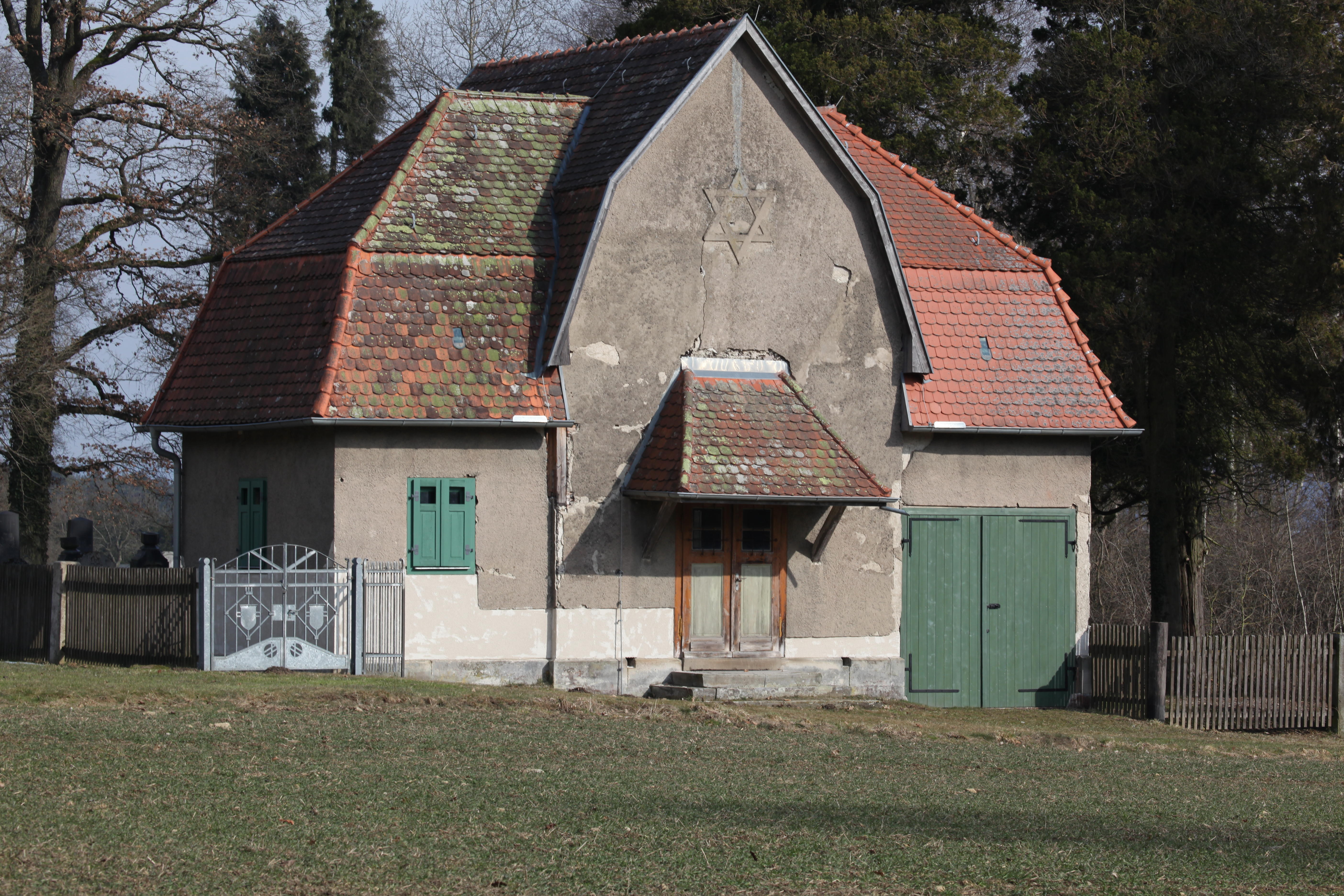
Rückseite

Das Taharahaus auf dem Jüdischen Friedhof in Weitersroda, einem Stadtteil von Hildburghausen in Thüringen, wurde nach 1900 erbaut und 1933 renoviert. Das Taharahaus am Eingang zum Friedhof ist ein geschütztes Kulturdenkmal.
Das Gebäude besitzt seitlich ein Rundfenster mit einem Davidstern. Das Innere besteht aus drei separaten Räumen zur Vorbereitung der Bestattung. 